# Sanba (instrument)
Pour les articles homonymes, voir Sanba.
 (juin 2019).
Le sanba (三板) est un instrument de musique à percussion des îles Ryūkyū. Le nom lui-même signifie « trois dalles » ou « trois planchettes ». Il se compose de trois fragments d'ébène ou d'autres bois liés entre eux par des ficelles. Il produit une variété de sons de cliquetis similaires à celui des castagnettes. Il se joue en plaçant les morceaux de bois entre les doigts d'une main tandis que l'autre main les effleure. Il peut être joué sur des rythmes lents ou rapides, en fonction du genre musical. Il est souvent employé dans la musique folklorique native des îles Ryūkyū.